# Trehörningen (Ullångers socken, Ångermanland)
Trehörningen är en sjö i Kramfors kommun i Ångermanland och ingår i Nätraån-Ångermanälvens kustområde. Sjön har en area på 0,183 kvadratkilometer och ligger 273,2 meter över havet. Sjön avvattnas av vattendraget Halmsjöån.

## Delavrinningsområde
Trehörningen ingår i det delavrinningsområde (700066-161610) som SMHI kallar för Utloppet av Trehörningen. Medelhöjden är 320 meter över havet och ytan är 2,73 kvadratkilometer. Räknas de 2 avrinningsområdena uppströms in blir den ackumulerade arean 3,62 kvadratkilometer. Halmsjöån som avvattnar avrinningsområdet har biflödesordning 3, vilket innebär att vattnet flödar genom totalt 3 vattendrag innan det når havet efter 15 kilometer. Avrinningsområdet består mestadels av skog (93 procent). Avrinningsområdet har 0,18 kvadratkilometer vattenytor vilket ger det en sjöprocent på 6,7 procent.